# Эспадрильи

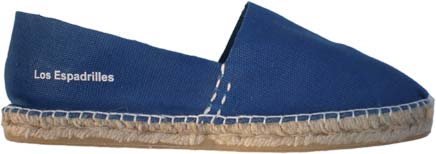
Эспадрильи

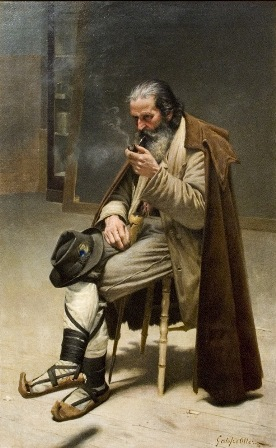
Курильщик, обутый в эспадрильи. Картина художника Франсеска Галофре-и-Ольера

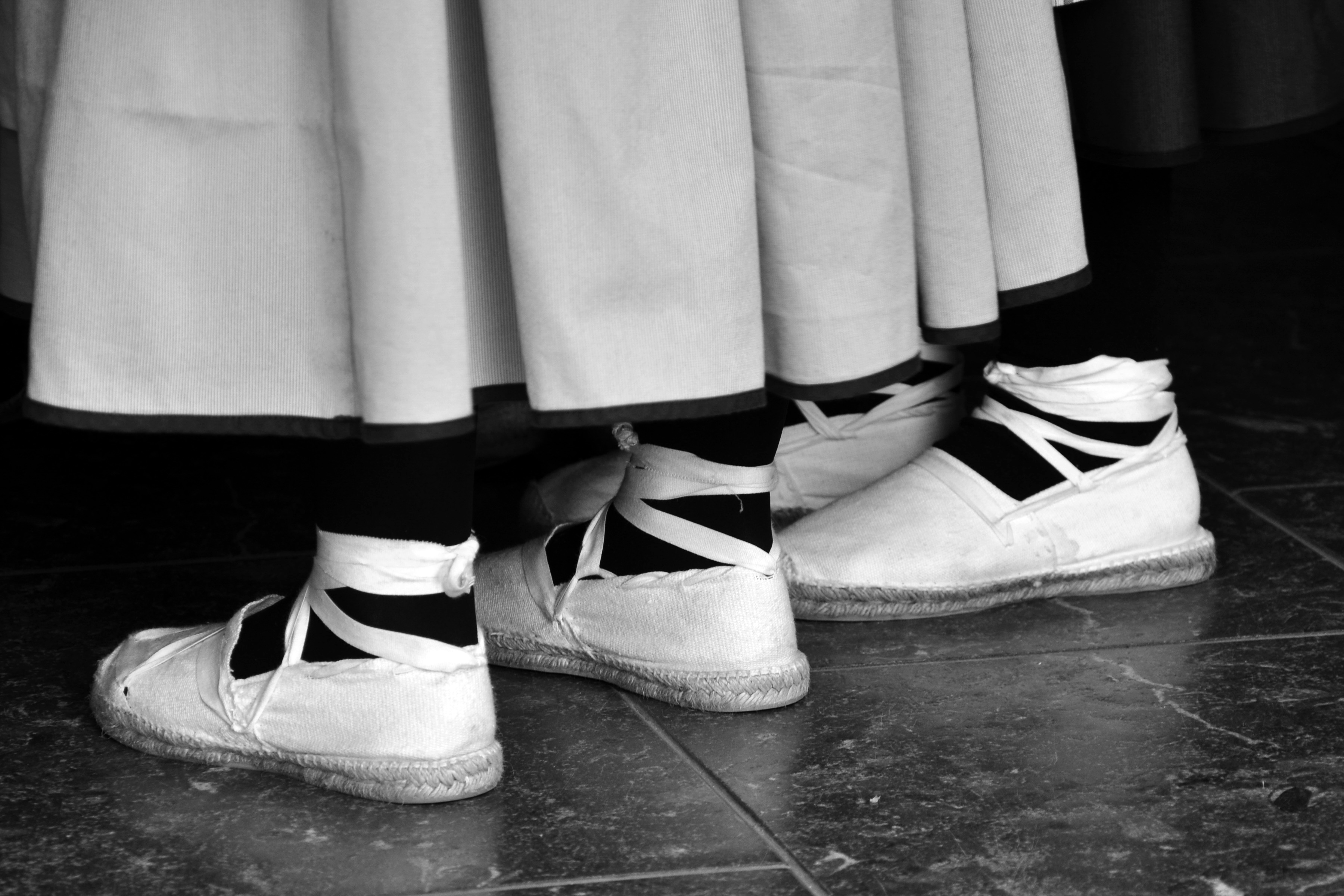
Альпаргаты с завязками вокруг щиколотки

Эспадри́льи — лёгкая летняя мужская и женская обувь, напоминающая тапочки с задником. Она снабжается плоской верёвочной подошвой из джута; для верха используются текстильные материалы и замша (гораздо реже — гладкая кожа). Эспадрильи надеваются на босу ногу и являются неформальной летней обувью. В Испании обувь носит название «альпаргаты».

## История
Похожую на современные эспадрильи обувь носили каталонские и окситанские крестьяне ещё в эпоху позднего Средневековья (как минимум с XIV века). В письменных источниках эспадрильи впервые упоминаются в 1322 году; более того, стоит заметить, что отдалённо похожая на эспадрильи обувь существовала даже до нашей эры. Название «эспадрильи» происходит от французского слова espadrilles; в Испании их именуют esparteñas, а в автономном сообществе Каталония — espardenyes. Во всех этих терминах содержится прямое указание на растение эспарто (esparto), волокна которого использовали для изготовления верёвок, укладывавшихся затем в виде подошвы.
Эспадрильи, аналогичные современным, появились в XX веке. К джутовой подошве стали добавлять резиновые накладки — для большей влагостойкости и долговечности. Начиная со второй половины XX века различные вариации на тему эспадрилий стали выпускать даже дома высокой моды; сегодня встречаются экземпляры этой обуви на каблуке или танкетке, а также на платформе (утолщённая плоская подошва). К числу любителей эспадрилий относились Сальвадор Дали, Грейс Келли, Джон Кеннеди, Ив Сен-Лоран и некоторые другие известные люди. Однако до 1930-х годов эспадрильи считались простецкой обувью бедняков.

## Разновидности
В настоящее время производится большое количество моделей эспадрилий. Для верха этой обуви используют не только текстиль, но и замшу, а также гладкую кожу; подошвы могут быть сделаны исключительно из джута или из джута с добавлением резиновой накладки. Варьируется и доля ручного труда в производстве.
Женские модели эспадрилий иногда украшают различными деталями: аппликацией, перфорацией, вышивкой и так далее. Традиционные элементы — такие как завязки вокруг щиколотки — также становятся объектами декора. У мужских эспадрилий шнуровка (если она есть) располагается традиционно в верхней части стопы. Многие современные модели эспадрилий выпускаются без шнуровки, но при этом встречаются гибридные варианты — эспадрильи с верхом как у лоферов.
Эспадрильи считаются неформальной обувью. Носки с эспадрильями надевать не принято, носят их также с так называемыми носками-невидимками.
С эспадрильями носят шорты, лёгкие льняные или хлопковые брюки, а также летние джинсы, футболки, рубашки-поло.
Верёвочные альпаргаты носит в романе Теофиля Готье «Капитан Фракасс» (1863) старый слуга главного героя — отставной солдат-баск Пьер.